# Selenia ricochetta
Selenia ricochetta är en fjärilsart som beskrevs av Dyar 1913. Selenia ricochetta ingår i släktet Selenia och familjen mätare. Inga underarter finns listade i Catalogue of Life.